# Charles Brandon

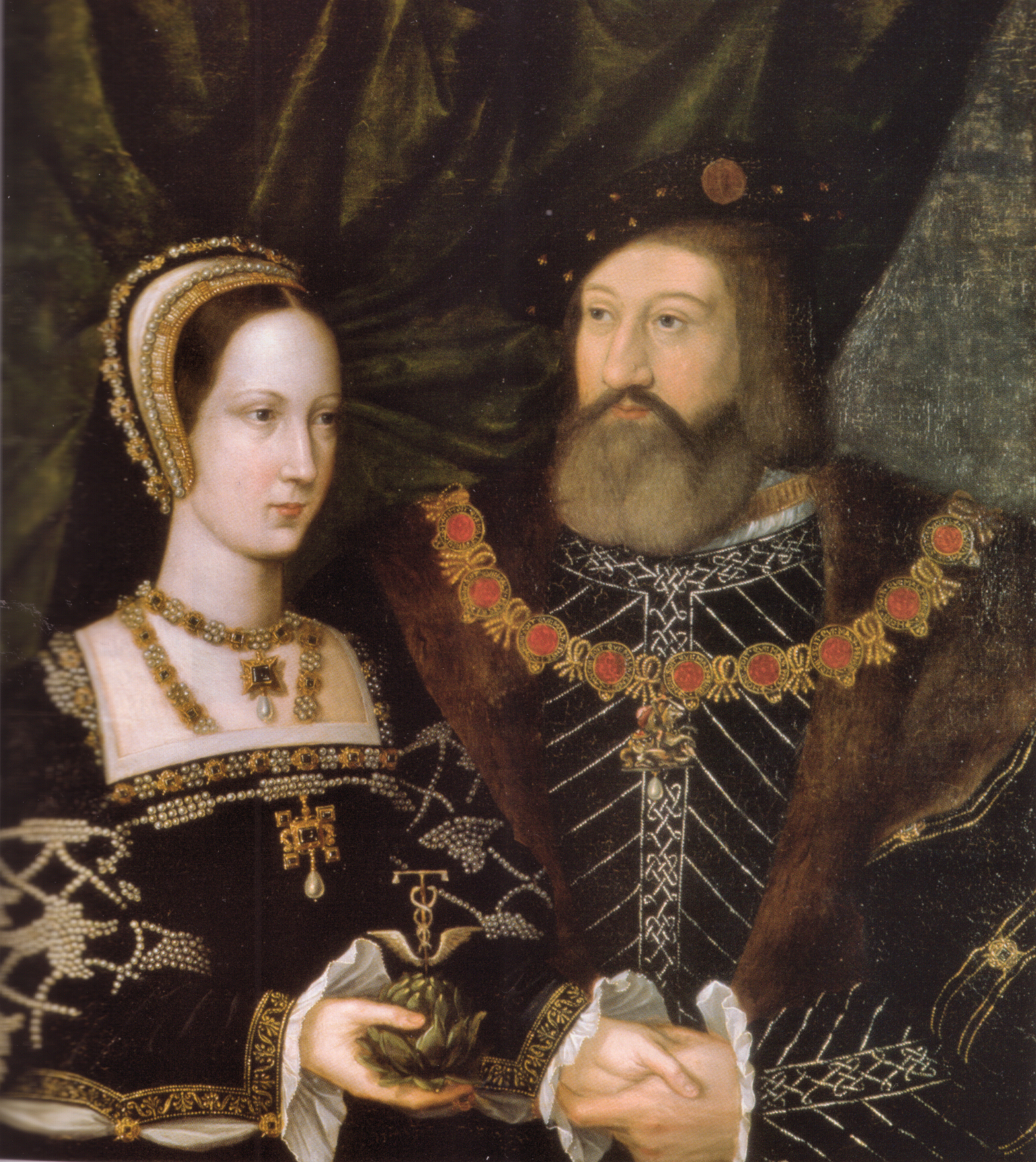
Charles Brandon y María Tudor.

Charles Brandon, I duque de Suffolk (c. 1484-22 de agosto de 1545) fue un noble y militar inglés, participante en la guerra italiana de 1542-1546. Hijo de William Brandon y Elizabeth Bruyn. A través de su tercera esposa María Tudor fue cuñado de Enrique VIII. Su padre fue herido por Ricardo III en persona en la batalla de Bosworth. Charles Brandon murió por causas desconocidas en Guildford.

## Ascendencia
Sus abuelos paternos eran William Brandon de Wangford, Suffolk (muerto en 1491), que sirvió como mariscal de la prisión de Marshalsea, y Elizabeth Wingfield (muerta el 28 de abril de 1497). Sus abuelos maternos eran Henry Bruyn y Elizabeth Darcy.
Brandon era hijo de William Brandon y Elizabeth Bruyn. Su padre era el portador del estandarte de Enrique VII de Inglaterra y murió a manos del propio Ricardo III de Inglaterra, en la batalla de Bosworth.

## Carrera política
Charles Brandon creció en la corte de Enrique VII. Es descrito por Dugdale como «una persona atractiva de estatura, gran coraje y de disposición conforme al rey Enrique VIII, de quien llegó a ser un gran favorito». Brandon desempeñó una serie de cargos en la corte real, siendo Master of the Horse en 1513, y recibió muchas concesiones de tierra. El 15 de mayo de 1513, fue nombrado vizconde de Lisle, habiendo un contrato de matrimonio con su pupila, Elizabeth Grey, suo jure vizcondesa de Lisle, quien, sin embargo, rechazó casarse con él cuando ella se emancipó.
Se distinguió en los sitios de Thérouanne y Tournai en la campaña francesa de 1513. Uno de los agentes de Margarita de Saboya, gobernadora de los Países Bajos, escribiendo desde Thérouanne, le recordó a ella que lord Lisle era un «segundo rey» y le aconsejó que le escribiera una carta amable.
En esta época, Enrique VIII estaba secretamente urgiendo a Margarita que se casara con Lisle, a quien había nombrado duque de Suffolk, aunque tuvo la precaución de informar de la situación a Maximiliano I, sacro emperador romano, padre de Margarita.
Después de su matrimonio con María Tudor, Suffolk vivió durante algunos años en retiro, pero estuvo presente en el Campo de la tela de oro en 1520. En 1523 fue enviado a Calais para liderar las tropas inglesas allí. Invadió Francia en compañía del conde de Buren, quien estaba a la cabeza de las tropas flamencas, y devastó el norte de Francia, pero disolvió sus tropas al acercarse el invierno.
A diferencia de su esposa, Suffolk estuvo totalmente en favor del divorcio de Enrique de Catalina de Aragón y a pesar de sus obligaciones con Wolsey no tuvo escrúpulos en atacarlo cuando su caída era inminente, llegando a comentar en presencia de toda la corte, incluyendo el rey y el propio cardenal «Nunca hubo felicidad en Inglaterra mientras hubo cardenales entre nosotros». El cardenal, que conocía el historial de Suffolk, le recordó su ingratitud: «Si no hubiese sido por mi, un simple cardenal, vos no tendriais cabeza sobre los hombros para poder decir eso»,
Tras la caída en desgracia de Wolsey, la influencia de Suffolk se incrementó notablemente. Fue enviado con Thomas Howard, III duque de Norfolk, a pedir el Gran Sello de Wolsey; los mismos nobles llevaron las noticias del matrimonio de Ana Bolena con el rey Enrique, después de su divorcio de la reina Catalina, y Suffolk actuó como Camarero Real en la coronación de la nueva reina. Fue también uno de los encargados de despedir a la reina Catalina de su casa, una tarea que encontró desagradable.
Apoyó la política eclesiástica de Enrique, recibiendo una gran parte de las tierras tras la disolución de los monasterios. En 1544 estuvo por segunda vez al mando de un ejército inglés para la invasión de Francia. Murió en Guildford, Surrey el 24 de agosto del año siguiente. Charles fue enterrado en Windsor en la capilla de San Jorge por orden de Enrique VIII.

## Matrimonio con María Tudor
Suffolk intervino en las justas celebradas con motivo del matrimonio de María Tudor, la hermana de Enrique, con Luis XII de Francia. Se le atribuye haber negociado varios asuntos con Luis, y a la muerte de Luis se le envió a congratular al nuevo rey, Francisco I.
El amor entre Suffolk y la joven reina viuda María había existido antes del matrimonio, y Francisco rotundamente le acusó de la intención de casarse con ella. Francisco, quizás con la esperanza de que muriera la reina Claudia, había sido él mismo uno de sus pretendientes en la primera semana de su viudez, y María afirmó que le había dado su confianza para evitar sus impertinencias.
Tanto Francisco como Enrique profesaron una actitud amistosa hacia el matrimonio de los amantes, pero Suffolk tenía muchos enemigos políticos, y María temía que de nuevo la sacrificaran por consideraciones políticas. La verdad era que Enrique estaba ansioso por obtener de Francisco el plato de oro y las joyas que le habían sido dados o prometidos a la reina por Luis además de la devolución de los gastos de su matrimonio con el rey; y él prácticamente dio su aquiescencia en la pretensión de Suffolk dependiente de su obtención de las mismas. La pareja sorteó las dificultades mediante un matrimonio privado, que Suffolk comunicó a Thomas Wolsey, íntimo amigo suyo, el 5 de marzo de 1515.
Sólo Wolsey pudo salvar a Suffolk de la ira de Enrique, y, con el tiempo, la pareja accedió a pagar a Enrique 24.000 libras, junto con su plato y las joyas. Se casaron públicamente en Greenwich Hall el 13 de mayo. El duque ya se había casado dos veces, con Margarita Neville (la viuda de John Mortimer) y con Ana Browne, a quien él había sido prometida antes de su matrimonio con Margarita Mortimer. Ana Browne murió en 1511, pero Margarita Mortimer, de quien había obtenido un divorcio sobre las bases de la consanguinidad, aún vivía. Aseguró en 1528 una bula del papa Clemente VII asegurando la legitimidad de su matrimonio con María Tudor y de las hijas de Ana Browne, una de las cuales, Ana, fue enviada a la corte de Margarita de Saboya.
Después de la muerte de María Tudor el 24 de junio de 1533, Brandon se casó en 1534 con su pupila Catherine Willoughby (1520–1580), suo jure baronesa Willoughby de Eresby, entonces una muchacha de apenas quince años. De Catherine Willoughby tuvo dos hijos que eran grandes promesas, Henry (1535–1551) y Charles (c. 1537-1551), duques de Suffolk. Murieron del llamado sudor inglés con sólo una hora de diferencia.

## Esposas e hijos
Se comprometió a casarse con Elizabeth Grey, quinta baronesa de Lisle (1505–1519). El contrato fue anulado. No tuvieron descendencia.

### Primer matrimonio
Antes de febrero de 1506, se casó con Margaret Mortimer (nacida Neville).
El matrimonio fue anulado en 1507. No tuvieron descendencia.

### Segundo matrimonio
Alrededor de 1508, se casó con Ana Browne (muerta en 1511) hija de Anthony Browne, portaestandarte de Inglaterra 1485 y Eleanor Oughtred.
Descendencia:
1. Ana Brandon (muerta en 1557) - se casó primero con Edward Grey, cuarto barón Grey de Powis, lord Powys, y, después de la disolución de esta unión, con Randal Harworth.
2. María Brandon (1510-1542) - se casó con Thomas Stanley, II barón Monteagle, Lord Monteagle.

### Tercer matrimonio
En mayo de 1515, se casó con María Tudor, reina viuda de Francia (18 de marzo de 1496-25 de junio de 1533).
Descendencia

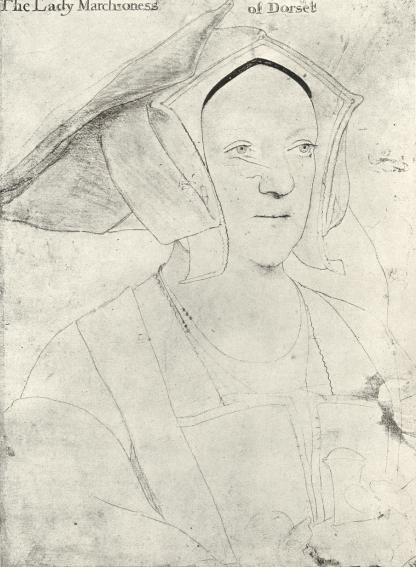
Su hija Frances Brandon: tuvo a Juana Grey, predecesora de su tía 2.ª María I de Inglaterra.

- Enrique Brandon (Bath Place, Londres, 11 de marzo de 1516-Suffolk House, 8 de marzo de 1534), nombrado conde de Lincoln el 18 de junio de 1525.
- Lady Frances Brandon (Bishop's Hatfield, Hertfordshire, 16 de julio de 1517-Chaterhouse, Sheen, Surrey, 20 de noviembre de 1559. Se casó con Henry Grey, primer duque de Suffolk, marqués de Dorset y fue la madre de Jane Grey
- Lady Leonor Brandon (Londres, h. 1519-castillo de Brougham, 27 de septiembre de 1547), casada con Enrique Clifford, segundo conde de Cumberland.

### Cuarto matrimonio
El 7 de septiembre de 1534, se casó con Catherine Willoughby (c. 1519-1580)
Descendencia
1. Henry Brandon, segundo duque de Suffolk (18 de septiembre de 1535-julio de 1551, muerto por la enfermedad llamada sudor inglés);
2. Charles Brandon, tercer duque de Suffolk (1537-julio de 1551, muerto por la enfermedad llamada sudor inglés);

## En la cultura popular
- Brandon parece brevemente en la novela de ficción histórica El último Bolena de la autora Karen Harper.
- Es un personaje de la novela María, reina de Francia de la autora Jean Plaidy.
- Está presentado con un raptor frustrado en la novela Dear Heart, How Like You This? basada en la vida de Thomas Wyatt

### En el cine
| Año  | Película            | Director      | Actor        |
| ---- | ------------------- | ------------- | ------------ |
| 2007 | Los Tudor (TV)      | Michael Hirts | Henry Cavill |
| 1953 | La espada y la rosa | Ken Annakin   | Richard Todd |

## Ascendencia
| {{ahnentafel-compact5 | style=font-size: 95%; line-height: 110%; | border=1 | boxstyle=padding-top: 0; padding-bottom: 0; | boxstyle_1=background-color: #fcc; | boxstyle_2=background-color: #fb9; | boxstyle_3=background-color: #ffc; | boxstyle_4=background-color: #bfc; | boxstyle_5=background-color: #9fe; | 1 = 1. Charles Brandon | 2 = 2. William Brandon | 3 = 3. Isabel Bruyn | 4 = 4. Sir William Brandon | 5 = 5. Isabel Wingfield | 6 = 6. Sir Henry Bruyn | 7 = 7. Elizabeth Darcy | 8 = 8. Sir Robert Brandon | 9 = 9. | 10 = 10. Sir Robert Wingfield | 11 = 11. Isabel Goushill | 12 = 12. Sir Maurice Bruyn | 13 = 13. Isabel Retford | 14 = 14. Robert Darcy | 15 = 15. Alice FitzLangley |